# Sutton (Essex)
Sutton è un villaggio e parrocchia civile dell'Inghilterra, appartenente alla contea dell'Essex.